# NGC 7250
NGC 7250 (również PGC 68535 lub UGC 11980) – galaktyka spiralna (Sd), znajdująca się w gwiazdozbiorze Jaszczurki. Odkrył ją William Herschel 8 listopada 1790 roku. Jest to galaktyka gwiazdotwórcza.
W galaktyce tej zaobserwowano supernową SN 2013dy.